# Massacre Records
Massacre Records es un sello discográfico independiente alemán fundado por Torsten Hartmann en 1991, el sello se destaca especialmente con las banda de géneros pesados y duros.

## Artistas
| - Agathodaimon - Axxis - Catamenia - Crematory - Dark Embrace - Das Ich - Edenbridge - Furor Gallico | - Graveworm - Illdisposed - Liv Kristine - Metalium - Schwarzer Engel - Six Reasons to Kill - Virgin Black |